# Joseph Veloce
Joseph Veloce (nascido em 23 de abril de 1989) é um ciclista canadense. Natural de St. Catharines, Veloce competiu nos Jogos Olímpicos de Verão de 2012 e nos Jogos Pan-Americanos de 2015.